# Matchless
Matchless es una de las marcas más antiguas de motocicletas británicas, fabricadas en Plumstead, Londres, entre 1899 y 1966. La firma produjo una amplia gama de modelos bajo el nombre de Matchless, que van desde pequeñas máquinas con motores monocilíndricos de dos tiempos, hasta grandes máquinas con motores bicilíndricos de cuatro tiempos y 750 cc. La empresa se labró una larga historia de éxito en las carreras; una Matchless pilotada por Charlie Collier ganó la primera carrera para motos monocilíndricas en el Tourist Trophy de la Isla de Man disputado en 1907.
En 1938, Matchless y AJS se convirtieron en parte del grupo Associated Motor Cycles (AMC), con ambas compañías produciendo modelos bajo sus propias marcas. Durante las fusiones que se dieron en la industria británica de motocicletas en la década de 1960, la bicilíndrica Matchless Twin de cuatro tiempos fue reemplazada por la Norton Twin, lo que puso fin a una larga historia de producción independiente. Las Matchless monocilíndricas dejaron de fabricarse en 1967.

## Historia
La primera motocicleta Matchless se fabricó en 1899 y la producción comenzó en 1901. Matchless fue el nombre comercial de Collier & Sons, compañía dirigida por Henry Herbert Collier y sus hijos Charlie y Harry. El emblema que figuraba en el depósito de combustible de sus motos era una letra "M" alada. Al igual que muchos fabricantes de motocicletas de la época, habían comenzado como fabricantes de bicicletas. Produjeron una JAP con motor V-2 en 1905, con una de las primeras suspensiones traseras de brazo oscilante, junto con las horquillas delanteras principales. Charlie Collier ganó la carrera inaugural para motos monocilíndricas en el Tourist Trophy de la Isla de Man de 1907, a una velocidad media de 38,21 mph (61,49 kilómetros por hora) en un tiempo de 4 horas 8 minutos y 8 segundos. Harry no terminó en 1907, pero ganó en 1909, y Charlie ganó nuevamente en 1910, lo que atrajo la atención del público acerca de las motocicletas Matchless. La compañía fabricó principalmente motores monocilíndricos, pero también se produjeron motores V-2 desde 496 cc hasta 998 cc. La construcción de sus propios motores se inició a partir de 1912.

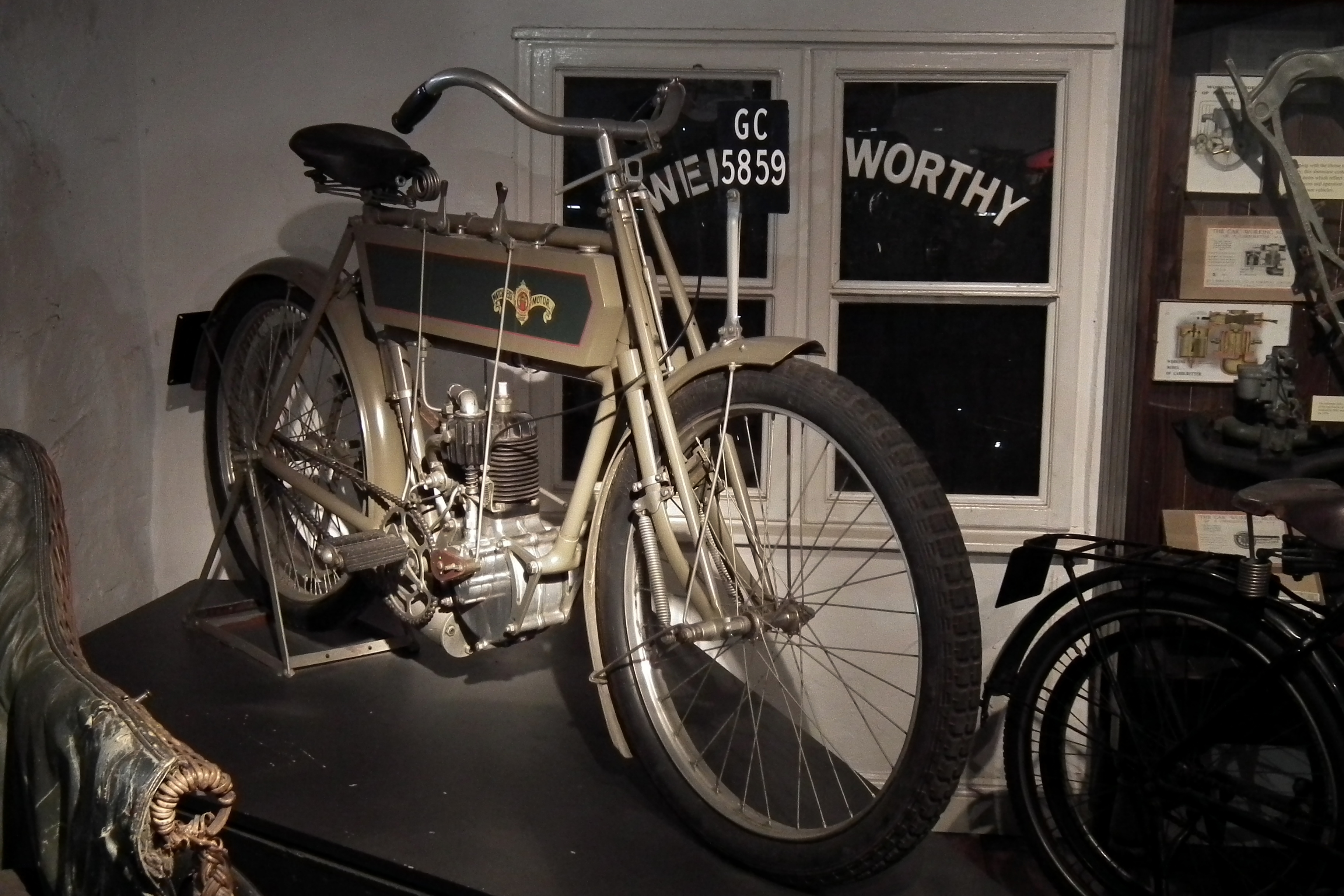
Matchless de 2½ hp (1905)

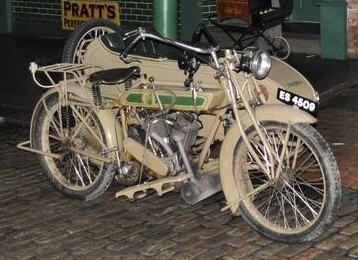
Matchless Model H 1000 cc con sidecar de 1922 (Museo Beamish)

Matchless presentó en el Salón del Motor del Olympia de 1912 un autociclo con motor V-2, con dos ruedas en la parte delantera y una sola rueda de tracción en la parte trasera. Inusualmente, la transmisión estaba resuelta mediante un eje ligado a un engranaje cónico. El marco acanalado era de acero prensado. Tenía un precio de 100 guineas.
La compañía no recibió ningún contrato para fabricar motocicletas para el ejército durante la Primera Guerra Mundial. La producción en tiempo de paz se reanudó en 1919, concentrándose al principio en motores V-2 para su uso en motocicletas con sidecar, abandonando los motores monocilíndricos hasta 1923. En 1926 murió Henry Collier, y en 1928 Matchless se convirtió en una sociedad limitada. En 1930 se lanzó un motor V-2 de 400 cc de ángulo cerrado, denominado Silver Arrow, diseñado por Charlie. El Silver Arrow, lanzado en 1929, era un V-2 con válvulas laterales con dimensiones de 54 x 86 mm y 394 cc. Los dos cilindros se fijaron a 18 grados dentro de una sola pieza bajo una sola culata. El resultado parecía extraño, algo parecido a un monocilíndrico demasiado largo. Con el escape saliendo del colector en su esquina derecha y el carburador en el medio del bloque de la izquierda, se acentuó su aspecto extraño, y en 1930 se lanzó un (avanzado para su tiempo) motor V4 de 593 cc con árbol de levas en cabeza, el Silver Hawk. Se conservan proximadamente 60 de los 500 motores fabricados. En los años 1930 se lanzó el motor denominado The Hawk, ideado por el hermano más joven Bert, que estaba entonces activo en la compañía, y fue el responsable del diseño hasta la Segunda Guerra Mundial.

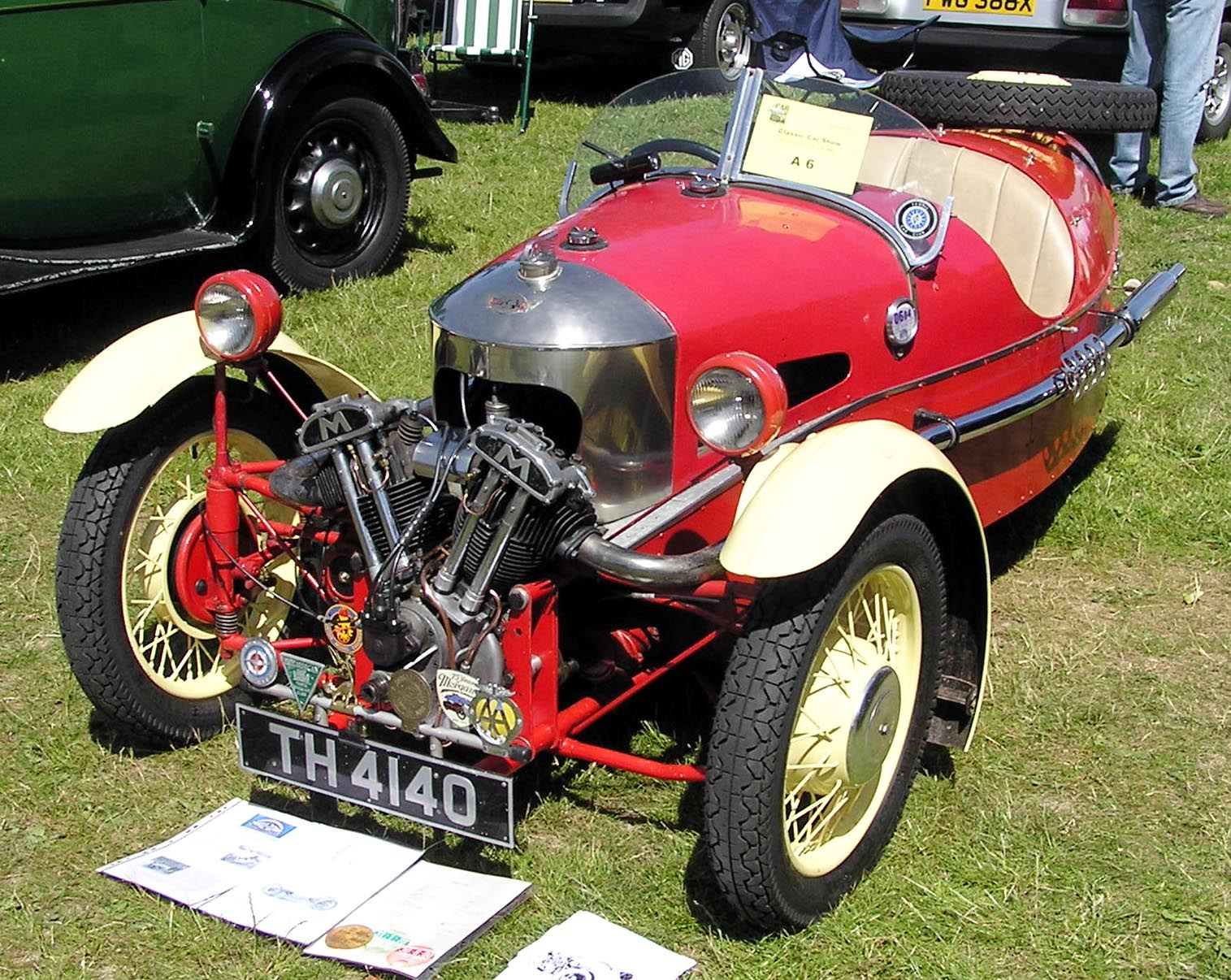
Morgan Super Sports de 1934 con motor Matchless

En 1931, Matchless compró AJS a los hermanos Stevens. También compró Sunbeam a finales de los años treinta, pero esta última compañía se vendió al Grupo BSA en 1943.
Después de esto, las únicas "verdaderas" máquinas de AJS, en lo que se refiere a los entusiastas de la marca, fueron las 7Rs de competición, las Porcupines y las AJS Four de antes de la guerra. Algunos fanáticos de AJS consideraban que las nuevas motos de la marca eran simplemente modelos de Matchless con los emblemas cambiados. En 1935 hicieron su primera aparición los muelles de válvula en la horquilla de las Matchless/AJS. La empresa suministró motores V-2 para las distintas versiones del vehículo de tres ruedas fabricado por Morgan desde 1933 hasta que la producción se detuvo por el estallido de la Segunda Guerra Mundial en 1939. A partir de 1935 fueron proveedores exclusivos de motores V-2 para Morgan. Una docena de estos motores V-2 no utilizados que estaban almacenados en los talleres de Morgan en 1946, se utilizaron para construir un lote final de triciclos para un distribuidor de Morgan en Australia. También suministró motores desde después de 1935 hasta 1940 para propulsar las motocicletas Brough Superior, fabricados de acuerdo con las especificaciones de la marca y que no son idénticos a los motores similares utilizados en las motocicletas Matchless. En estos motores se utilizó una configuración de bifurcación, levas para diferentes especificaciones y puertos más grandes en los cilindros o cabezales.

## AMC (1938-1966)
Associated Motor Cycles (AMC) se formó en 1938, como empresa matriz para las motocicletas Matchless y AJS. Durante la posguerra, absorbió otros fabricantes de motos como Francis-Barnett, James y Norton. En 1941, las motocicletas Matchless introdujeron horquillas delanteras telescópicas llamadas horquillas "teledraulic", consideradas por algunos como la primera innovación importante en la suspensión delantera británica en 25 años.
Durante la Segunda Guerra Mundial, Matchless fabricó 80.000  máquinas G3 y G3L para las fuerzas armadas. En 1956 disponía de ocho modelos distintos en su gama, pero el número había disminuido en 1965. La motocicleta G3L fue la primera en presentar las horquillas delanteras "Teledraulic".
Los hitos de la posguerra comenzaron con la producción de Matchless/AJS monocilíndricas de 350 cc y de la Matchless G80 de 500 cc, desarrolladas a partir del legendario modelo Matchless G3, desarrollado durante la guerra para el ejército. Los modelos de competición monocilíndricos se produjeron a partir de 1948, proporcionando a la empresa algunas victorias memorables.

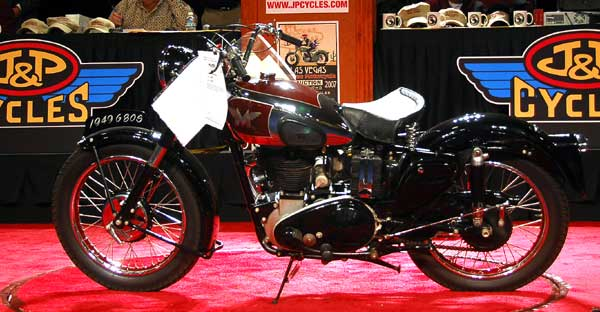
Matchless G80S (1949)

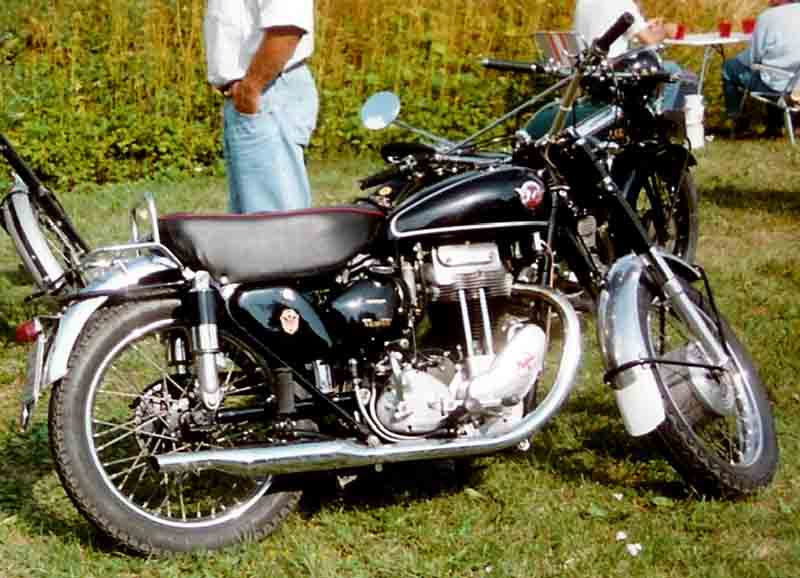
Matchless

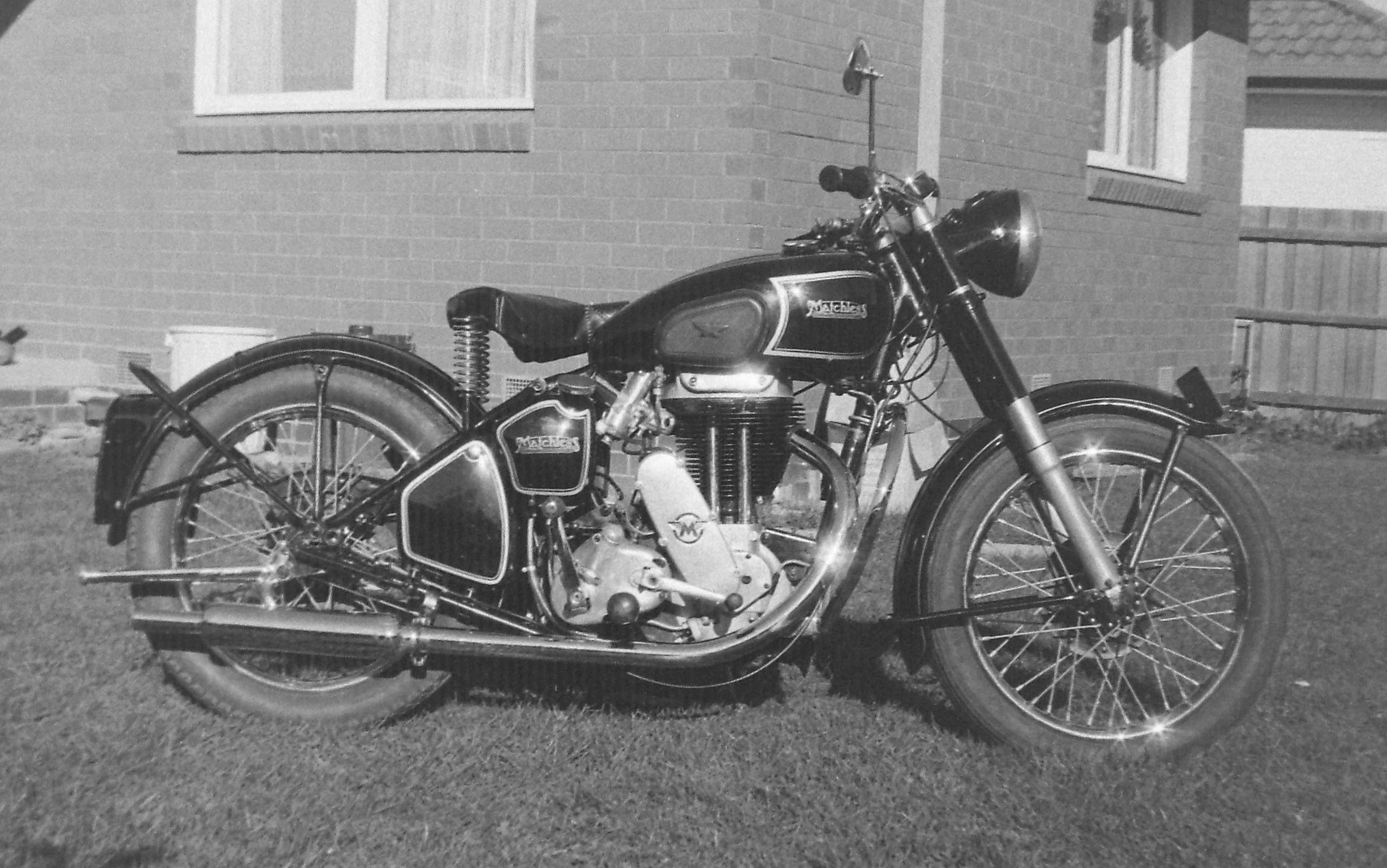
Matchless G80 (1950)

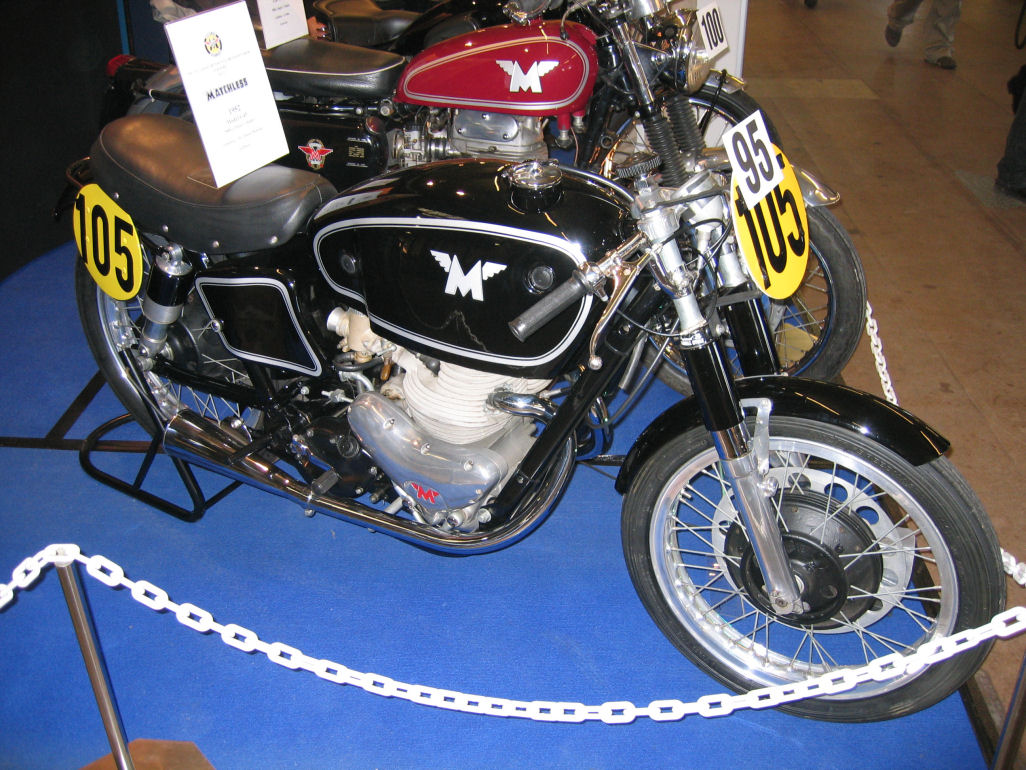
Matchless G45

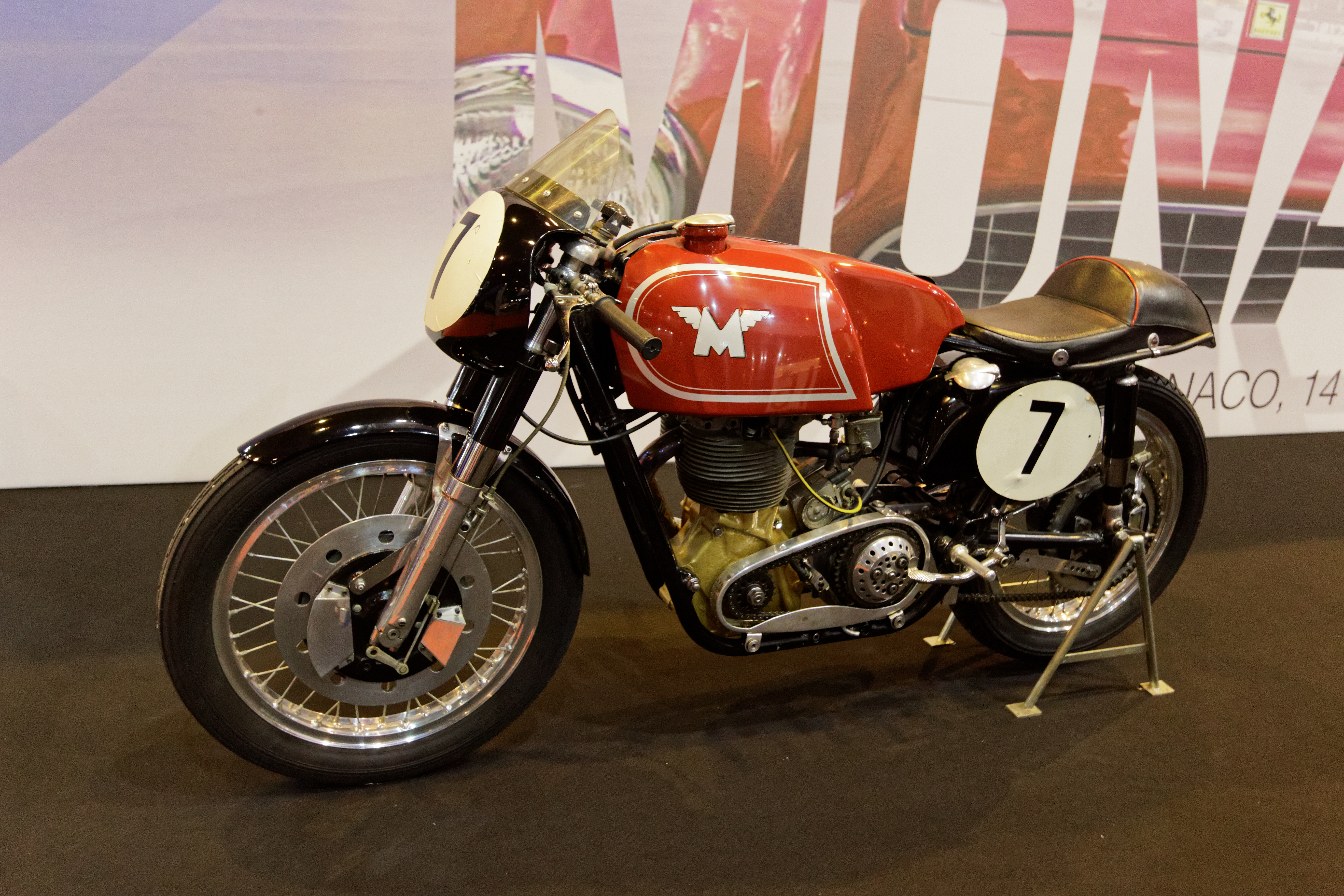
Matchless G50 de 500 cc

En 1949 se produjo el primer motor bicilíndrico vertical Matchless/AJS, un propulsor de 500 cc; al que más adelante se unieron las unidades de 600 cc y de 650 cc en 1956 y 1959 respectivamente. En el mundo de las carreras, AMC desplegaba el modelo sobrealimentado AJS Porcupine, junto con las motocicletas AJS 7R y la Matchless G45 bicilíndrica de 500 cc en 1951. Incluso cuando se prohibió la sobrealimentación, Les Graham ganó el Campeonato Mundial de la categoría de 500 cc en una Porcupine con motor atmosférico durante la temporada de 1949.
Para 1952, se introdujo el modelo de competición bicilíndrico G45. Su motor de doble cilindro vertical de 500 cc con válvulas en cabeza se basaba en el modelo roadster Modelo G9 y estaba alojado en un chasis AJS 7R modificado. Derek Farrant ganó el Gran Premio de Manx en 1952 a una velocidad media de 88,65 mph (142,67 kilómetros por hora), y AMC limitó la producción de la G45.
En 1953 estaba disponible una gama de monocilíndricas Clubman Matchless/AJS de 350 cc y 500 cc. AMC retiró el equipo oficial de la fábrica al final de la temporada de 1954 tras la muerte de Ike Hatch, y se tuvo que enfrentar a la feroz competencia de otras motos europeas.
La Matchless G50 de un solo cilindro se puso a disposición de los corredores privados en 1959, y compitió contra las Norton Manx. A pesar de su motor de 90.0 x 78.0 mm de tan solo 50 CV, alcanzaba una velocidad máxima de cerca de 135 mph (217 kilómetros por hora). Las Manx eran ligeramente más rápidas, pero las Matchless, más ligeras, podían alcanzar la victoria en circuitos cerrados y sinuosos.
En 1958, las motos de carretera Matchless/AJS se extendieron a las categoría de 250 cc y en 1960 a la de 350 cc, desarrollando máquinas monocilíndricas ligeras.
En 1960, el diseñador Bert Hopwood salió a AMC y se unió a Triumph. Ese mismo año, AMC obtuvo un beneficio de poco más de 200.000 libras, una cifra modesta si se compara con los 3.5 millones declarados por BSA. Sin embargo, en 1961, las pérdidas alcanzaron las 350.000 libras. Con el cierre de la planta de Norton en Birmingham en 1962 y la fusión de la producción de Norton y Matchless, el futuro comenzaba a parecer bastante sombrío. En los años sesenta, con la disminución de las ventas, AMC tomó la decisión comercial de centrarse en los motores bicilíndricos Norton y los monocilíndricos Matchless/AJS, pero no tuvieron éxito y la fábrica cesó la producción poco después.
Con la línea G15, AMC se basó en las virtudes del modelo G12, pero se introdujeron numerosos cambios en el bastidor, las horquillas, el brazo oscilante, la caja de la cadena primaria, la transmisión, las piezas de rodadura y el sistema de lubricación. La P11 fue la última línea de motocicletas rentable de AMC. Se utilizó el bastidor de la G85CS modificado, pero incluyendo horquillas más fuertes, piezas de rodadura completamente nuevas (lo que hacía que algunas fueran bastante costosas), lubricación mejorada y una cadena primaria modificada.
La serie G15 se ofreció bajo tres marcas distintas: Matchless G15 (G15Mk2, G15CS y G15CSR); AJS Modelo 33 (M33Mk2, M33CS y M33CSR); y por último, y no menos importante, la Norton N15CS. La serie G15 se fabricó desde 1963 hasta 1969. Inicialmente, solo se exportaban, pero en 1965 estos modelos estaban disponibles en el Reino Unido y también en Europa.
La Matchless G85CS disponía de un motor de 500 cc con una relación de compresión de 12:1, con el diseño de su parte inferior mejorado, y una bomba de aceite Norton accionada por engranajes que reemplazó el antiguo diseño alternativo que se remontaba a la década de 1920. La parte inferior del motor revisada se introdujo en 1964 y era compartida por las roadster de 350/500 cc y por las 500CS (G80CS y M18CS), cuyo motor se adaptó posteriormente a la G85CS. El nuevo sistema de lubricación ayudó a engrasar los engranajes y el pistón, así como los mecanismos de la parte superior en las monocilíndricas de alto rendimiento. La G85CS  se mejoró aún más en 1966, y recibió un nuevo pistón con una relación de compresión de 12.5:1. El carburador Amal GP pasó a ser un elemento de serie, aunque esto dificultaba el arranque de la bicicleta. La potencia máxima se elevó a 41 CV 6500 rpm.
Las Matchless/AJS eran máquinas con un manejo predecible, cómodas, bien construidas, fiables y económicas para el día a día. Desafortunadamente, estas cualidades no fueron suficientes para mantenerlas en el mercado. La continua reducción de las ventas hizo que en 1966 AMC se convirtiera en parte de una nueva compañía, llamada Norton-Villiers.

### Norton Villiers (1966-1973)
Associated Motor Cycles quebró en 1966, y fue adquirida por Manganese Bronze Holdings, que formó Norton-Villiers para supervisar las operaciones. Por entonces, Norton era la única marca de motocicletas de AMC que ganaba dinero. Se disponía una serie de motocicletas P11, que comprendía los siguientes cuatro modelos; P11 (1967), P11A (1968) y P11A Ranger (1968/69) y P11 Ranger 750 (1969). Se estima que la producción de la serie G15 se detuvo a finales de 1968 (modelo del año '69) con algunas unidades sin vender hasta 1969. La serie P11 continuó en producción hasta la primavera de 1969. La P11 se ofreció como Norton o como Matchless, siendo una motocicleta inigualable por la tradición que representaba.

### Les Harris (1987)
Una nueva monocilíndrica Harris "Matchless G80" se lanzó en 1987, impulsada por un motor de 500 cc austriaco Rotax de 4 tiempos, cámara simple (SOHC) y de 500 cc de cilindrada. Se utilizaron componentes procedentes de Italia, como la suspensión delantera y trasera Paioli y los frenos de disco Brembo, mientras que, inspirándose en las Triumph Bonneville T140 construidas bajo licencia, se modificaron el bastidor y el depósito de gasolina. El modelo se ofrecía en colores plata, negro o color burdeos metalizado. Aunque el arranque eléctrico y los frenos de disco gemelos eran opcionales, con un precio de 2700 libras (500 libras más cara que una motocicleta Yamaha de características similares), no tuvo mucho éxito y la producción terminó a principios de 1990.